# برمق الدرابزين
البُرمق هو أحد الأعمدة أو القوائم المنفردة للدرابزين والتي تصل بين ممسك الدرابزين والأرض.

## الأشكال

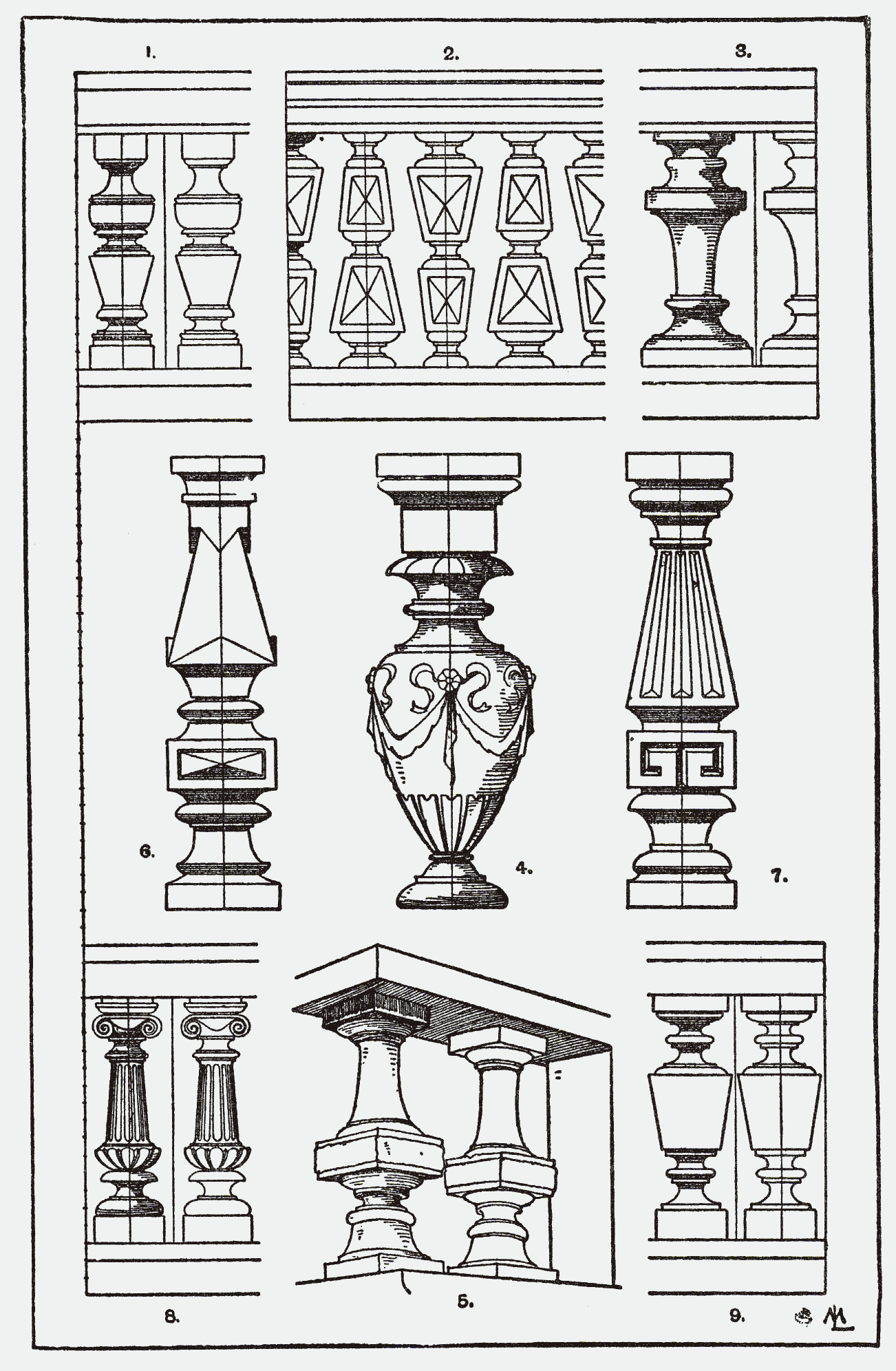
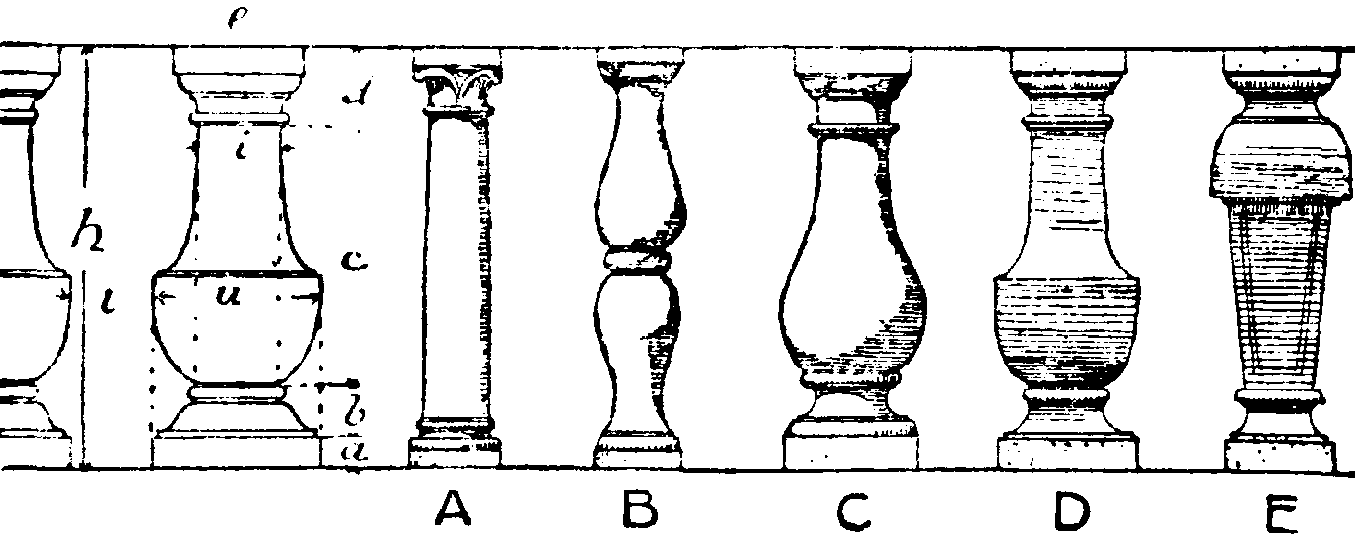
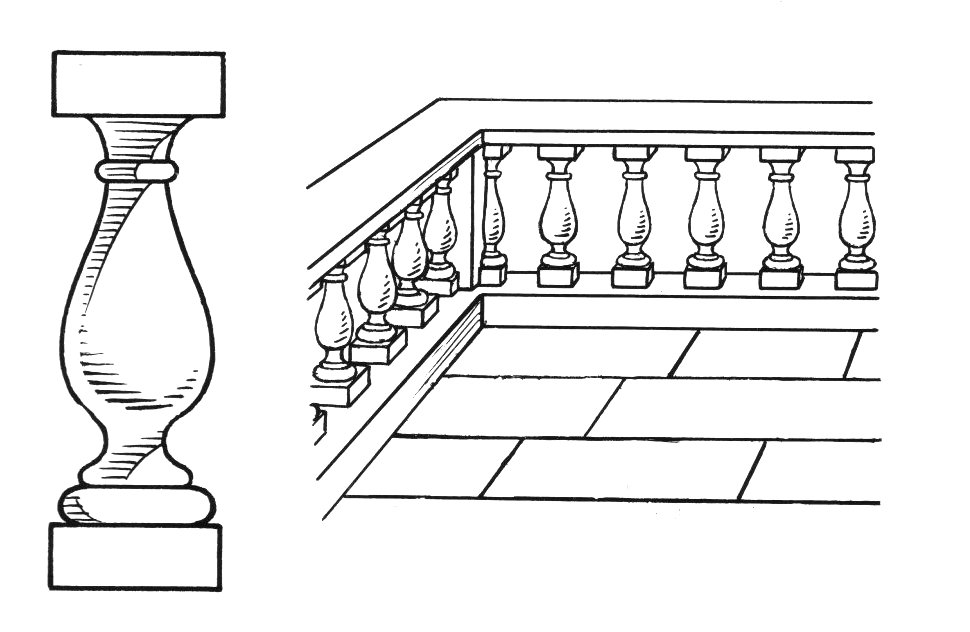